# Nikolai Maximowitsch Minski

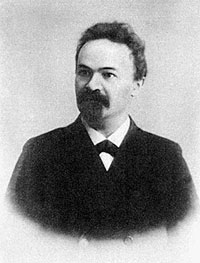
Porträtfoto (um 1900)

Nikolai Maximowitsch Minski (russisch Никола́й Макси́мович Ми́нский, eigentlich Nikolai Maximowitsch Wilenkin; * 15. Januarjul. / 27. Januar 1855greg. in Glubokoje, Gouvernement Wilna, Russisches Kaiserreich, heute Belarus; † 2. Juli 1937 in Paris) war ein mystischer Schriftsteller und Dichter des Silbernen Zeitalters der Russischen Literatur. Er war jüdischer Herkunft.
Minski sympathisierte mit der Russischen Revolution und den Sozialisten. Mit seiner radikalen Betonung des künstlerischen Individualismus übte er großen Einfluss auf die russischen Symbolisten aus.
Der bekannte russische Maler Ilja Repin hat Minski in seinem Werk Verweigerung der Beichte vor der Hinrichtung (1879–1885) verewigt – auf einer Pritsche im Gefängnis, vor ihm der ratlose Priester. Angeblich seien seine Worte gefallen: „Vergib mir, dass ich die Armen und Hungernden wie Brüder geliebt habe.“ (Staatliche Tretjakow-Galerie Moskau, Inv. Nr. 774) 1892 von Minski selbst in St. Petersburg erworben.